# 連祷 (アラン)

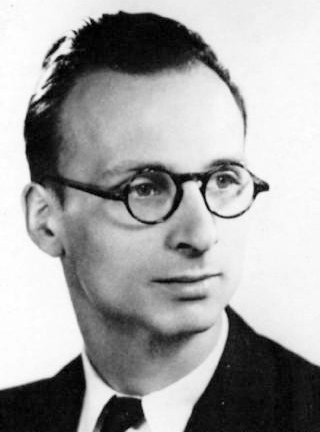
ジャン・アラン

『連祷』（れんとう、フランス語: Litanies）作品79（JA 119）は、ジャン・アランが1937年に作曲したオルガン曲である。『リタニ』とも表記される。本作は1938年2月17日にパリのトリニティ教会にて作曲者自身によって初演された。

## 概要

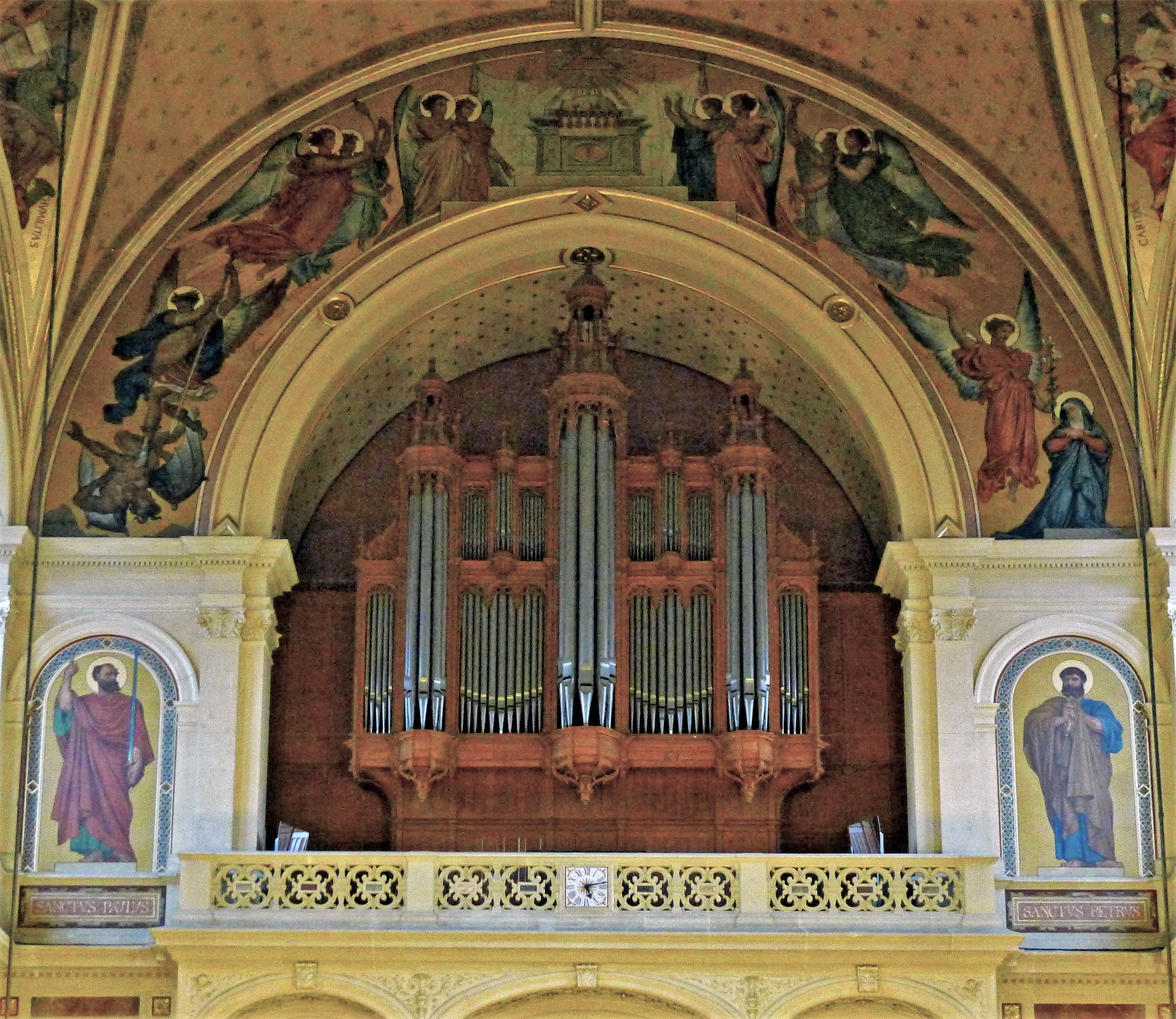
トリニティ教会のオルガン

アランは早くから才能をあらわし、パリ音楽院でマルセル・デュプレに学び、将来を嘱望されながら、第二次世界大戦中、わずか29歳で痛ましい死を遂げた。アランの音楽の生命は歌と躍動するリズムにある。彼は旋法とリズムを追求したが、そこには東洋の音楽やルネサンス音楽、さらに、ジャズの影響もうかがえる。
連祷とは歌われるか語られる対話体の祈りで、短い祈りが時に長い一続きになってできており、それに応えて同じ形式で嘆願や称賛がなされる。
ジャン・アランは妹のマリー＝オディールが山の事故で死んだとき（1937年9月3日）に書いた次のような文をこの作品の銘句とした。
信者の魂が苦悩のあまり神の慈悲を願う言葉すら思いつかないようなとき、魂はひたすら神を信じ、同じ祈りの言葉を繰り返す。理性はもう限界に達した。あとはただ信仰にすがって、天に上ることを求めるばかりである。
マリー＝クレール・アランによればジャン・アラン自身がベルナール・ガヴォティに直接した説明を書き残している。それは「あなたがこの曲を演奏するときは、熱心な懇願の印象を与えなければなりません。この祈りは、嘆きではなく、人のそれまでの道程を全てひっくり返す抗し切れない突風なのです。つまり、人々の善き神の耳を一杯に満たす必要があるのです。もしも最後で、あなたが疲れを感じないのなら、それはあなたが曲を理解せず、私が望んだように演奏しなかったからです。速さと明晰さの限界に留意するように」というものであった。楽譜は1938年にA・ルデュック社から出版された。
ガヴォティによればアランは本作をサン＝ジェルマン＝アン＝レーからパリに向かう汽車の中で書き上げたと言う。伝統的にオルガニストがその即興演奏の延長線上にあって、楽譜に書き下すことで生み出されてきたオルガン曲はオリヴィエ・メシアン以降、前衛的な作曲技法を追求する一つのジャンルとして、作曲者たちに開かれることになった。パリ音楽院でメシアンに薫陶を受けた作曲家たちはオルガン音楽に新風を吹き込むことになる。

## 楽曲
冒頭でレチタティーヴォ風に奏される主題は八分音符を3+5・・・と並べたリズムと共に、全曲を通じて執拗に繰り返される。第19から22小節、第24から27小節のモティーフは汽車が線路の上を走るときの音を思わせる。第29小節でスービツ・ピュウ・レントとなり、主題がゆっくりと奏されるが、僅か２小節で元の速度に戻る。第47小節で両手がユニゾンとなって冒頭のレチタチーヴォを激しい〈汽車〉のモティーフと交互に歌い、頂点に達した後、２オクターヴ上にわたって急速に下降する。ここでも、アランは八分音符のリズムを忘れてはいない。ピュウ・ラルゴ（第52小節）から終曲に向かって、長いアッチェレランドが始まる。第58小節、第60小節で左手に六の和音が連続するが、これについてアランは「本当のテンポで弾くのは難しいが、ルバートなど無用である。私の『連祷』が台無しになってしまうよりは、少しくらい〈こわれた〉方が良い」と語っている。終結部ではまず、八分音符の音型が姿を消し、全体が揃って和音を鳴らし、さらに、アッチェレランドを続けていく。一息ついた後、最後の和音へと一気に駆け抜ける。

## 演奏時間
5分弱